# Siddhartha (roman)
För andra betydelser, se Siddhartha (olika betydelser).
Siddharta (tyska: Siddhartha: Eine indische Dichtung) är en utvecklingsroman av Hermann Hesse som publicerades 1922 av S. Fischer Verlag. Romanen handlar om den unge Siddhartha som överger sin familj och prästerskapet för att forma sig en egen livsuppfattning. Genom reflektioner får vi följa Siddharthas tankegångar från det asketiska livet till den hedonistiska livsföringen i staden. Siddharthas övertygelse om att sanningen om tillvaron endast kan uppnås genom den egna livserfarenheten driver honom vidare.
Hesse skriver själv: "Jag har inte bara i uppsatser vid olika tillfällen avlagt trosbekännelser, utan jag har också en gång för mer än tio år sedan gjort ett försök att utveckla min tro i en bok. Boken heter Siddharta… Att min Siddharta inte sätter kunskap utan kärlek högst, att den avvisar dogmen och gör upplevelsen av enheten till medelpunkt kan man uppfatta som en dragning tillbaka till kristendomen, ja som en verkligt protestantisk tendens."

## Kulturella referenser
- Filmen Siddhartha från 1972 är baserad på romanen.
- Siddhartha är den historiske Buddhas förnamn.
- Rockgruppen Siddharta tog sitt namn efter romanens titel.
- Sången "Siddhartha" av vissångaren Mats Hellberg är baserad på historien om Siddhartha.